# 1989 în arhitectură
- 1987 în arhitectură – 1988 în arhitectură —  1989 în arhitectură  — 1990 în arhitectură – 1991 în arhitectură

Anul 1989 în arhitectură a implicat evenimente importante.

## Clădiri și structuri

### Clădiri și structuri date în folosință

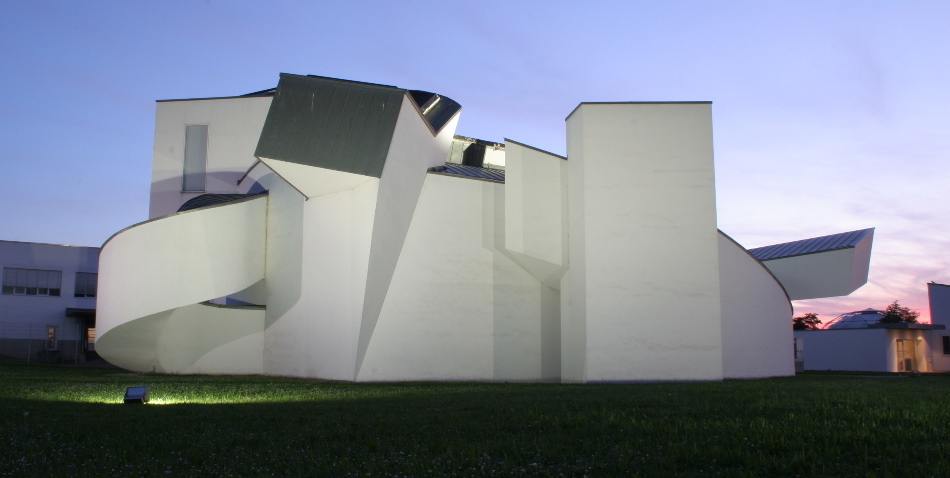
Vitra Design Museum, vedere laterală, seara, arhitect Frank Gehry.

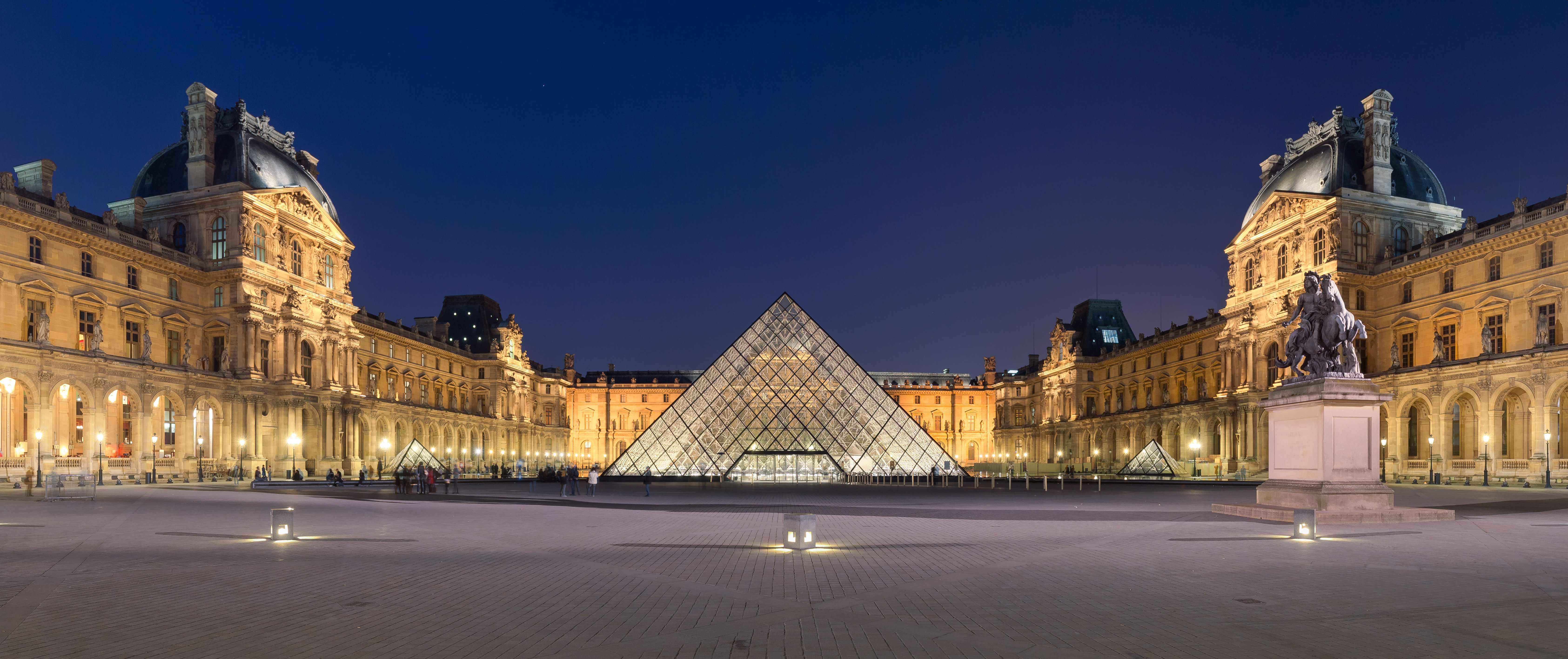
Piramida de la Louvre din Paris, Franța, arhitect Ieoh Ming Pei

- martie – Piramida de la Louvre, din Paris, Franța, designată de I.M. Pei.[1]
- septembrie – Centrul de muzică Morton H. Meyerson Symphony, din Dallas, statul  Texas,  Statele Unite ale Americii, proiectat de I. M. Pei.
- Schwartz Center for the Performing Arts, Cornell University, designat de James Stirling[2][3]

### Clădiri și structuri realizate
- Clădirea Office, arhitect Coop Himmelblau, din Viena este terminată.
- Ansamblul Vitra Design Museum din Weil am Rhein, Germania, arhitect Frank Gehry, este terminat.
- Wexner Center din cadrul Ohio State University din Columbus, statul  Ohio, Statele Unite ale Americii, arhitect Peter Eisenman, este completat.
- Clădirea US Bank Tower din Los Angeles, statul  California, Statele Unite, este terminată.
- Centrul companiei AT&T denumită AT&T Corporate Center din Chicago, statul  Illinois, SUA, este finalizat.
- One Worldwide Plaza din New York City este terminat.
- Clădirea Two Union Square din Seattle,  Washington, este terminată.
- Turnul de telecomunicații Liaoning Broadcast & TV Tower din Shenyang, China este finalizat.
- Clădirea 900 North Michigan din Chicago, statul  Illinois, Statele Unite, este finalizată.
- Complexul CitySpire Center din New York City, statul  New York, StateleUnite, este dat în folosință.
- Piramida Louvre este terminată.

## Premii
- AIA Gold Medal - a fost conferit arhitectului Joseph Esherick
- Architecture Firm Award - acordat firmei César Pelli & Associates
- Grand Prix de l'urbanisme - conferit lui Michel Steinebach
- Grand prix national de l'architecture - acordat arhitecților André Wogenscky și Henri Gaudin
- Pritzker Prize - acordat arhitectului Frank Gehry
- RAIA Gold Medal - conferit arhitectului Robin Gibson
- Royal Gold Medal - conferit arhitectului Renzo Piano
- Prix de Rome, architectură (necunoscut)

## Decese
- 30 noiembrie – Hassan Fathy, arhitect egiptean (n. în 1899)[4]
- dată necunoscută – Raymond Berg, arhitect australian (n. în 1913)